# ビクトリア州首相
ビクトリア州首相（Premier of Victoria）は、オーストラリア連邦ビクトリア州の州首相である。

## 一覧
| No. | 氏名                                   | 政党                            | 就任           | 退任           |
| --- | -------------------------------------- | ------------------------------- | -------------- | -------------- |
| 1   | ウィリアム・ヘインズ                   |                                 | 1855年11月30日 | 1857年3月11日  |
| 2   | ジョン・オシャナシー                   |                                 | 1857年3月11日  | 1857年4月29日  |
|     | ウィリアム・ヘインズ                   |                                 | 1857年4月29日  | 1858年3月10日  |
|     | ジョン・オシャナシー                   |                                 | 1858年3月10日  | 1859年10月27日 |
| 3   | ウィリアム・ニコルソン                 |                                 | 1859年10月27日 | 1860年11月26日 |
| 4   | リチャード・ヒールズ                   |                                 | 1860年11月26日 | 1861年11月14日 |
|     | ジョン・オシャナシー                   |                                 | 1861年11月14日 | 1863年6月27日  |
| 5   | ジェームズ・マカロック                 |                                 | 1863年6月27日  | 1868年5月6日   |
| 6   | チャールズ・スレイデン                 |                                 | 1868年5月6日   | 1868年7月11日  |
|     | ジェームズ・マカロック                 |                                 | 1868年7月11日  | 1869年9月20日  |
| 7   | ジョン・アレグザンダー・マクファーソン |                                 | 1869年9月20日  | 1870年4月9日   |
|     | ジェームズ・マカロック                 |                                 | 1870年4月9日   | 1871年6月19日  |
| 8   | チャールズ・ギャヴァン・ダフィー       |                                 | 1871年6月19日  | 1872年6月10日  |
| 9   | ジェームズ・フランシス                 |                                 | 1872年6月10日  | 1874年7月31日  |
| 10  | ジョージ・カーファード                 |                                 | 1874年7月31日  | 1875年8月7日   |
| 11  | グラハム・ベリー                       |                                 | 1875年8月7日   | 1875年10月20日 |
|     | ジェームズ・マカロック                 |                                 | 1875年10月20日 | 1877年5月21日  |
|     | グラハム・ベリー                       |                                 | 1877年5月21日  | 1880年3月5日   |
| 12  | ジェームズ・サーヴィス                 |                                 | 1880年3月5日   | 1880年8月3日   |
|     | グラハム・ベリー                       |                                 | 1880年8月3日   | 1881年7月9日   |
| 13  | ブライアン・オロウレン                 |                                 | 1881年7月9日   | 1883年3月8日   |
|     | ジェームズ・サーヴィス                 |                                 | 1883年3月8日   | 1886年2月18日  |
| 14  | ダンカン・ギリース                     | 保守・リベラル連合              | 1886年2月18日  | 1890年11月5日  |
| 15  | ジェームズ・マンロー                   | ナショナル・リベラル            | 1890年11月5日  | 1892年2月16日  |
| 16  | ウィリアム・シールズ                   | 連邦自由党                      | 1892年2月16日  | 1893年1月23日  |
| 17  | ジェームズ・パターソン                 | 保守派                          | 1893年1月23日  | 1894年9月27日  |
| 18  | ジョージ・ターナー                     | 連邦自由党                      | 1894年9月27日  | 1899年12月5日  |
| 19  | アラン・マクリーン                     | 連邦自由党                      | 1899年12月5日  | 1900年11月19日 |
|     | ジョージ・ターナー                     | 連邦自由党                      | 1900年11月19日 | 1901年2月12日  |
| 20  | アレグザンダー・ピーコック             | 連邦自由党                      | 1901年2月12日  | 1902年6月10日  |
| 21  | ウィリアム・アーヴァイン               | 改革                            | 1902年6月10日  | 1904年2月16日  |
| 22  | トーマス・ベント                       | 改革                            | 1904年2月16日  | 1909年1月8日   |
| 23  | ジョン・マレイ                         | 連邦自由党                      | 1909年1月8日   | 1912年5月18日  |
| 24  | ウィリアム・ワット                     | 連邦自由党                      | 1912年5月18日  | 1913年12月9日  |
| 25  | ジョージ・エルムズリー                 | オーストラリア労働党            | 1913年12月9日  | 1913年12月22日 |
|     | ウィリアム・ワット                     | 連邦自由党                      | 1913年12月22日 | 1914年6月18日  |
|     | アレグザンダー・ピーコック             | 連邦自由党                      | 1914年6月18日  | 1917年11月29日 |
| 26  | ジョン・バウザー                       | オーストラリア国民党            | 1917年11月29日 | 1918年3月21日  |
| 27  | ハリー・ローソン                       | オーストラリア国民党            | 1918年3月21日  | 1923年9月7日   |
|     | ハリー・ローソン                       | オーストラリア国民党            | 1923年9月7日   | 1924年3月19日  |
|     | ハリー・ローソン                       | オーストラリア国民党            | 1924年3月19日  | 1924年4月28日  |
|     | アレグザンダー・ピーコック             | オーストラリア国民党            | 1924年4月28日  | 1924年7月18日  |
| 28  | ジョージ・プレンダーガスト             | オーストラリア労働党            | 1924年7月18日  | 1924年11月18日 |
| 29  | ジョン・アラン                         | オーストラリア国民党            | 1924年11月18日 | 1927年5月20日  |
| 30  | エドモンド・ホーガン                   | オーストラリア労働党            | 1927年5月20日  | 1928年11月22日 |
| 31  | ウィリアム・マクファーソン             | オーストラリア国民党            | 1928年11月22日 | 1929年12月12日 |
|     | エドモンド・ホーガン                   | オーストラリア労働党            | 1929年12月12日 | 1932年5月19日  |
| 32  | スタンリー・アーガイル                 | オーストラリア党                | 1932年5月19日  | 1935年4月2日   |
| 33  | アルバート・ダンスタン                 | オーストラリア国民党            | 1935年4月2日   | 1943年9月14日  |
| 34  | ジョン・ケイン・シニア                 | オーストラリア労働党            | 1943年9月14日  | 1943年9月18日  |
|     | アルバート・ダンスタン                 | オーストラリア国民党            | 1943年9月18日  | 1945年10月2日  |
| 35  | イアン・マクファーラン                 | オーストラリア自由党            | 1945年10月2日  | 1945年11月21日 |
|     | ジョン・ケイン・シニア                 | オーストラリア労働党            | 1945年11月21日 | 1947年11月20日 |
| 36  | トーマス・ホルウェイ                   | オーストラリア自由党/地方自由党 | 1947年11月20日 | 1950年6月27日  |
| 37  | ジョン・マクドナルド                   | オーストラリア国民党            | 1950年6月27日  | 1952年10月28日 |
|     | トーマス・ホルウェイ                   | インディペンデント              | 1952年10月28日 | 1952年10月31日 |
|     | ジョン・マクドナルド                   | オーストラリア国民党            | 1952年10月31日 | 1952年12月17日 |
|     | ジョン・ケイン・シニア                 | オーストラリア労働党            | 1952年12月17日 | 1955年6月7日   |
| 38  | ヘンリー・ボルティー                   | 地方自由党/オーストラリア自由党 | 1955年6月7日   | 1972年8月23日  |
| 39  | ルパート・ハマー                       | オーストラリア自由党            | 1972年8月23日  | 1981年6月5日   |
| 40  | リンゼイ・トンプソン                   | オーストラリア自由党            | 1981年6月5日   | 1982年4月8日   |
| 41  | ジョン・ケイン2世                      | オーストラリア労働党            | 1982年4月8日   | 1990年8月10日  |
| 42  | ジョーン・カーナー                     | オーストラリア労働党            | 1990年8月10日  | 1992年10月6日  |
| 43  | ジェフ・ケネット                       | オーストラリア自由党            | 1992年10月6日  | 1999年10月20日 |
| 44  | スティーヴ・ブラックス                 | オーストラリア労働党            | 1999年10月20日 | 2007年7月30日  |
| 45  | ジョン・ブランビー                     | オーストラリア労働党            | 2007年7月30日  | 2010年12月2日  |
| 46  | テッド・ベイルー                       | オーストラリア自由党            | 2010年12月2日  | 2013年3月6日   |
| 47  | デニス・ナプサイン                     | オーストラリア自由党            | 2013年3月6日   | 2014年12月4日  |
| 48  | ダニエル・アンドリュース               | オーストラリア労働党            | 2014年12月4日  | 2023年9月27日  |
| 49  | ジャシンタ・アラン                     | オーストラリア労働党            | 2023年9月27日  | 現職           |